# Membership of the Royal College of General Practitioners
La qualifica di Membro del Royal College of General Practitioner (MRCGP) è una qualifica medica post laurea del Regno Unito  gestita dal Royal College of General Practitioners (RCGP). Dopo avere ottenuto una valutazione positiva nel completamento della valutazione, i medici di medicina generale possono avvalersi dell'uso del titolo post-nominale di "MRCGP" che indica "membership of the RCGP".
L'esame per MRCGP è stato proposto ai medici nel 1965 e all'inizio era una qualifica opzionale. Nel 2007 l'MRCGP è diventata un sistema integrato di formazione e valutazione per preparare i medici a lavorare in medicina generale. I medici devono superare la valutazione per la MRCGP per poter ottenere un certificato di completamento della loro formazione specialistica in medicina generale.

## Qualifica di MRCGP a partire dal 2007
Nel 2007 è stato introdotto un nuovo metodo di valutazione, erogato a livello locale in modo coordinato con i decanati ("deaneries"), con la qualifica rilasciata al termine di un programma di formazione specialistica triennale.
Subito dopo l'introduzione delle modifiche del 2007 si è utilizzata la sigla "nMRCGP" (dove "n" sta per "new", "nuova") per permettere di distinguere tra chi aveva sostenuto la vecchia procedura di valutazione e chi quella nuova. Dopo alcuni anni, valutati tutti gli specializzandi con la nuova procedura, non è stato più utilizzata la "n".

## Il "curriculum GP"
Il "curriculum GP" è stato pubblicato per la prima volta dal RCGP nel 2006. Il PMETB (Board per la formazione e l'istruzione post laurea) lo ha approvato per l'utilizzo per la formazione specialistica dei medici di medicina generale, ed è stato introdotto a partire dal primo agosto 2007 per tutti i programmi formativi. Il curriculum è aggiornato in modo continuativo.